# Charlotte Sting
Charlotte Sting foi uma franquia da WNBA sediada em Charlotte na Carolina do Norte e foi um dos oito times originais da liga.
O time era diretamente relacionado ao Charlotte Hornets da NBA antes da mudança para New Orleans em 2002.